# Mastretta
La Mastretta Design S.A. de C.V. è una casa automobilistica messicana, fondata nel 1987 da Daniel Mastretta a Città del Messico.
La sua attività di design e di costruzione è stata subito indirizzata verso la progettazione di Pesero (i tipici minibus messicani), seguita dai kit di trasformazione (i cosiddetti Kitcar) che partendo dalla base della Volkswagen Maggiolino le trasformavano in autovetture sportive coupé; il primo modello MXA risale al 1990, seguito dalla MXB.
Nel 2007 fu annunciato il modello MXT, la cui produzione iniziò nel 2011 e terminò nel 2014. Rappresentò il primo esempio di autovettura sportiva costruita e progettata interamente in Messico.